# Sven Leander
Sven Leander, född 21 februari 1934 i Umeå, död 8 april 1998, var en svensk jurist som var lagman i Södra Roslags tingsrätt från 1988 till sin död 1998.
Leander blev juris kandidat vid Stockholms universitet 1960 och blev  efter tingstjänstgöring fiskal i hovrätten för Västra Sverige 1963. Han var kanslichef vid högsta domstolen 1977-1988, var  hovrättsråd i Svea hovrätt 1982-1988 och lagman i Södra Roslags tingsrätt 1988-1998.
Leander var son till bankdirektör Albert Leander och han maka Margit, född Conradson. Han var gift från 1962 med Mona, född Zachrisson 1940.